# Marjan Šetinc
Marjan Šetinc, slovenski politik, poslanec, veleposlanik in magister socialne psihologije, * 15. maj 1949, Šentlenart (Brežice). 
Od 31. julija 2009 je veleposlanik Republike Slovenije v Republiki Poljski.

## Življenjska pot
Po maturi na Atlantic College v Veliki Britaniji in diplomi iz psihologije na Filozofski fakulteti Univerze v Ljubljani je leta 1977 magistriral iz socialne psihologije na London School of Economics. Med letoma 1974 in 1992 je kot raziskovalec proučeval družbene procese sprva v raziskovalnem centru Zveze sindikatov Slovenije, kasneje na Pedagoškem inštitutu Univerze v Ljubljani. Ustanovitelj in urednik mednarodne znanstvene revije The School Field, ki jo od leta 2003 izdaja založba Sage Publications pod imenom Theory and Research in Education Arhivirano 2011-12-13 na Wayback Machine.. Organiziral Mednarodni kongres psihologov v izobraževanju (1989) in Evropsko konferenco raziskovalcev izobraževanja (1998). Kot raziskovalec sodeloval v mednarodnih projektih vrednotenja znanja slovenskih osnovnošolcev in srednješolcev iz matematike, naravoslovja, bralne pismenosti in državljanske vzgoje. Na listi LDS je bil 1992 v Brežicah izvoljen za poslanca v Državni zbor. V poslanskem mandatu od 1992 do 1996 je deloval kot član Odbora DZ za mednarodne odnose, odborov za šolstvo, kulturo in šport in kot predsednik Komisije DZ za evropske zadeve. Predsedoval je skupini prijateljstva z britanskim parlamentom in bil večkrat član ali vodja delegacije Državnega zbora na zasedanjih  Interparlamentarne unije in Evropskega parlamenta. Med letoma 1998 do 2002 je bil veleposlanik v Združenem kraljestvu in na Irskem. Po vrnitvi v Slovenijo je bil od 2002 do 2006 vodja sektorja za mednarodno razvojno sodelovanje in humanitarno pomoč na Ministrstvu za zunanje zadeve, od 2006 do 2009 koordinator za OECD in multilateralne ekonomske organizacije (WTO,UNECE, UNCTAD). Od 2009 je veleposlanik Republike Slovenije na Poljskem. Deluje v Slovenskem društvu za mednarodne odnose.
Marjan Šetinc je poročen in ima hčerko in sina.

## Avtorske objave
Je avtor in soavtor več kot 50 člankov in publikacij. Celotna bibliografija na SICRIS.
- The School Field. Šetinc, Marjan (glavni in odgovorni urednik 1990-). [CD-ROM ed.]. Ljubljana: Slovensko društvo raziskovalcev šolskega polja, [199-]-[2001]. ISSN 1580-2213. http://www.theschoolfield.org Arhivirano 2011-12-27 na Wayback Machine.. [COBISS.SI-ID 105113344]
- Šetinc, Marjan. The averageachieving curriculum: comparative assessment of pre-university mathematics in Slovenia, (The School field studies). Ljubljana: Slovensko društvo raziskovalcev šolskega polja, 1991. 110 str., graf. prikazi. ISBN 86-81857-03-7. [COBISS.SI-ID 28673536]
- Šetinc, Marjan. International Comparative Studies of Science Achievement from the Time Perspective: the Third International Mathematics and Science Study versus the International Assessment of Educational Progress. In: Assessment in Education: Principles, Policy and Practice. 6, Nr. 1, Taylor & Francis, Abingdon, Oxfords. 1999, ISSN 0969-594X.
- Šetinc, Marjan (ur.). Mednarodno razvojno sodelovanje in humanitarna pomoč Republike Slovenije : 2002-2004. Ljubljana: Ministrstvo za zunanje zadeve, 2005. 40, 40 str., tabele, graf. prik., fotogr. ISBN 961-6566-05-9. ISBN 978-961-6566-05-6. [COBISS.SI-ID 224134656]

## Povezave
- Veleposlaništvo Republike Slovenije na Poljskem, spletna stran
- Veleposlaništvo Republike Slovenije na Poljskem, wikipedija
- United World College of the Atlantic
- London School of Economic
- revija Šolsko polje - The School Field Arhivirano 2011-12-27 na Wayback Machine.
- revija Theory and Research in Education Arhivirano 2011-12-13 na Wayback Machine.
- Liberalna akademija Arhivirano 2007-12-06 na Wayback Machine.
- Slovensko društvo za mednarodne odnose Arhivirano 2008-04-06 na Wayback Machine.